# Jégféreg projekt
A Jégféreg projekt (angolul: Projekt Iceworm) az Egyesült Államok Hadseregének egyik szigorúan titkos programja volt a hidegháború idején. 
A projektben nukleáris rakéták kilövésére alkalmas hálózatot szándékoztak kiépíteni a grönlandi jégtakaró alatt. A végső cél közepes hatótávolságú rakéták telepítése volt a jég alatt, elég közel ahhoz, hogy azokkal elérjék a Szovjetunión belüli célpontokat. A projektet titokban tartották a dán kormány előtt is. Készült egy megvalósíthatósági tanulmány a jég alatti létesítményekkel kapcsolatban, ami nagy hírveréssel beharangozott „fedő” projekt volt, az úgynevezett Camp Century, ami 1960-ban indult. A bizonytalan jég feltételek miatt a projektet törölték 1966-ban.

## Politikai háttér

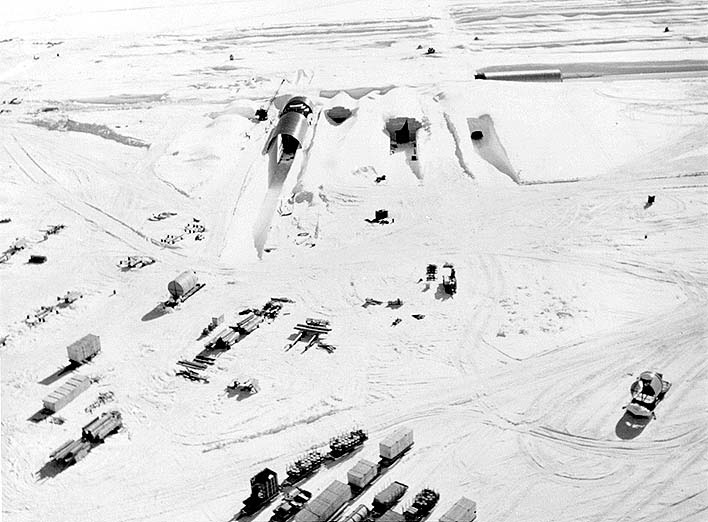
Hordozható PM2 atomerőmű

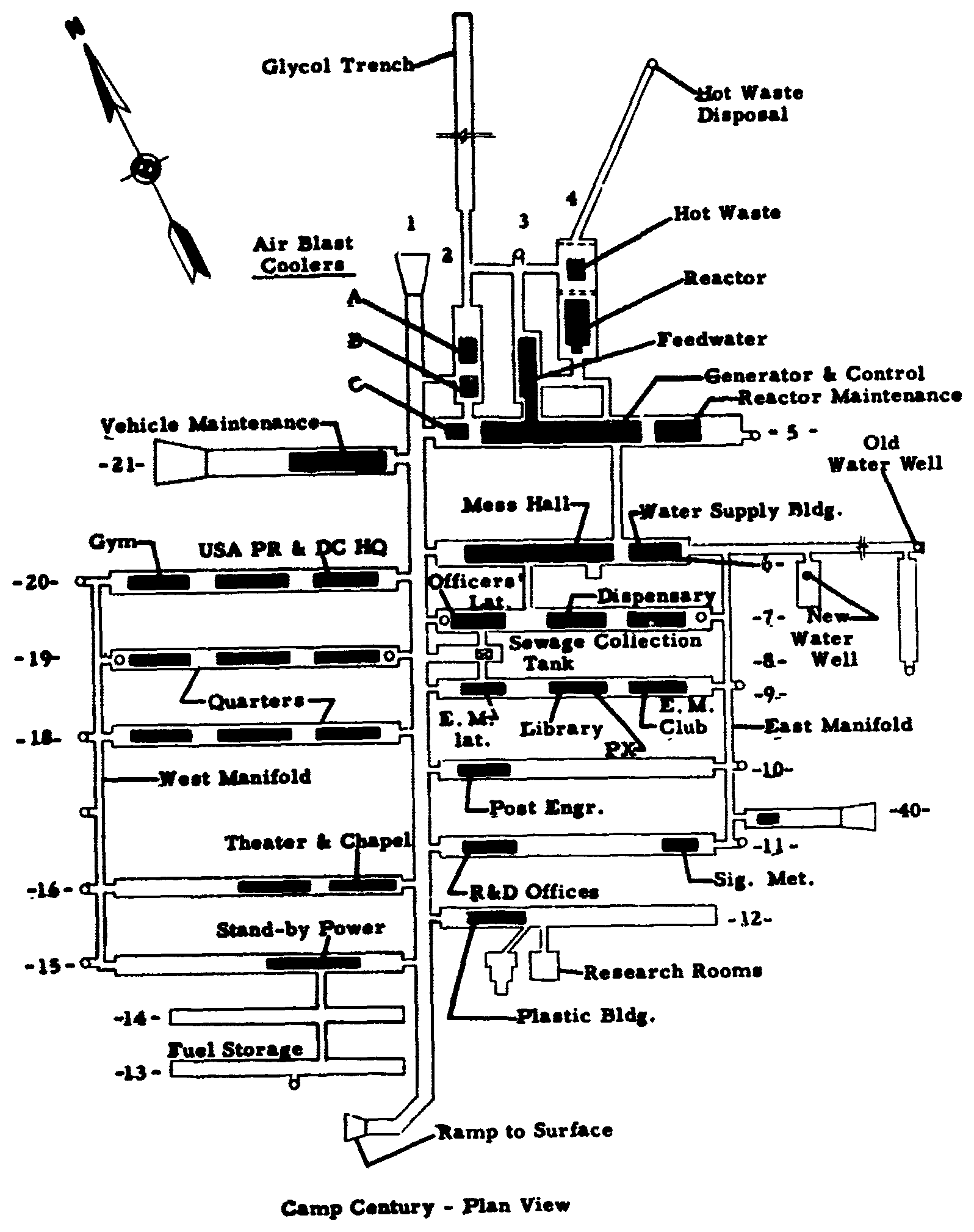
A Camp_Century alaprajza

A részletek a rakétabázis projektről évtizedekig titkosak voltak. Először 1995 januárjában derült fény rá egy vizsgálat kapcsán, amelyet a dán Külpolitikai Intézet (DUPI) folytatott le a nukleáris fegyverek Grönlandon való használatáról, illetve tárolásáról. A vizsgálatot a dán parlament  rendelte el,  a korábban titkos információk 1968-as megjelenése után a Thule Légibázis B-52-es katasztrófája kapcsán, ami ellentmondott a dán kormány korábbi állításainak.

## Leírás
Megvalósíthatósági teszteket végeztek az építési technikákkal kapcsolatban. A projekt Camp Century néven indult az Egyesült Államok hadserege által. A bázis 200 m tszf magasságban található Grönland északnyugati  részén, az amerikai Thule Légibázistól 240 km-re. A radar és a Thule légibázis már aktív használatban volt 1951 óta.
A Camp Century-t úgy írták le, mint egy megfizethető, jégsapka alatti katonai bázist. A titkos Project Iceworm  egy alagútrendszer volt, 4000 km hosszú, ahol  telepíthető volt akár 600 db nukleáris rakéta, ami képes volt elérni a Szovjetunió területét egy nukleáris háború esetén.  A rakéták helye a grönlandi jégtakaró alatt volt, és helyüket rendszeresen változtatták volna. Míg a Project Iceworm titkos volt, a Camp Century-re vonatkozó  terv egy Dánia által jóváhagyott terv volt, valamint a létesítmény, beleértve a nukleáris erőművet is, megjelent  A Saturday Evening Post magazinban, 1960-ban.
A Camp Century hivatalos célja az volt, amint azt az Egyesült Államok Védelmi Minisztériuma közölte a dán kormány tisztviselőivel 1960-ban, hogy megvizsgálja a különböző építési technikákat sarkvidéki körülmények között, felfedezze a gyakorlati problémákat, egy félig mobil nukleáris reaktorral kapcsolatban, valamint támogassa a tudományos kísérleteket a jégrétegen. Összesen 21 árok volt vágva, fedett íves tetőkkel, amelyen belül az előre gyártott épületeket elhelyezték. Teljes hossza 3000 km volt, ez az alagutakat is tartalmazta, valamint volt benne egy kórház, egy bolt, egy színház és egy templom. Az összlakosság száma 200 volt. 1960-tól 1963-ig a villamosenergia-ellátást a világ első mobil/hordozható nukleáris reaktora biztosította (jelölése PM-2A), amelyet az Alco tervezett az Amerikai Hadsereg számára. A vizet olvadó gleccserek szállították, amiben vizsgálták, hogy baktériumok, mint például a pestis jelen voltak-e.
Három éven belül, miután feltárták a jégmagot, a geológusok megállapították, hogy a gleccser sokkal gyorsabban mozgott, mint várható lenne, és ez képes elpusztítani az alagutakat. A létesítményt 1965-ben kiürítették, a nukleáris generátort eltávolították. A Project Iceworm-ot törölték, a Camp Century-t lezárták 1966-ban.
A projekt értékes tudományos információkat tárt fel a jégmag vizsgálatával, amit felhasználnak a klimatológusok is.

## A javasolt rakétakomplexum mérete
A Dánia által 1997-ben közzétett dokumentumok szerint az Amerikai Hadsereg "Iceworm" rakétahálózatát vázolta egy 1960-ban kiadott amerikai katonai jelentés Strategic Value of the Greenland Icecap („A grönlandi jégsapka stratégiai értéke”) címmel. Ha maradéktalanul megvalósul, a projekt területe 130 000 km2, ami kb. háromszor akkora, mint a Dánia. A  komplexum padlószintje 8,5 m a felszín alatt, a rakétavetők még mélyebben lettek volna, valamint a rakéta-indítópontok  egymástól 6,4 km távolságra. Új alagutakat ástak volna minden évben, így öt év után több ezer tüzelési pozíció lett volna lehetséges, amelyek között a több száz rakétát cserélgették volna. Az Amerikai Hadsereg célja az volt, hogy telepítse a Minuteman rakéta rövidített, két-fokozatú változatát, ami a hadsereg által javasolt Jégember volt.

## A jégréteg rugalmassága
Bár a grönlandi jégsapka a felszínén keménynek és mozdulatlannak tűnik, a hó és a jég viszkoelasztikus anyag, amelyek lassan deformálódnak idővel, a hőmérséklettől és a sűrűségtől függően. A látszólagos stabilitás ellenére a jégsapka folyamatos, lassú mozgásban van, a központ felől kifelé terjedve. Ez a mozgás azt okozta, hogy az alagutak és árkok elkeskenyedtek, ahogy a falaik deformálódtak, végül beomlott a mennyezet. 1962 közepéig a reaktorszobában lehullott a  mennyezet a Camp Century-n belül és emiatt azt meg kellett emelni 1,5 m-rel. A reaktor tervezett leállítása karbantartás miatt közben 1963 július végén az Amerikai Hadsereg úgy döntött, hogy a Camp Century csak nyáron fog működni, és nem aktiválják újra a PM-2A reaktort. A bázis folytatta a működését 1964-ben, amihez a készenléti dízel generátort használta, közben a hordozható reaktort nyáron eltávolították, és a bázist elhagyták 1966-ban.

## Éghajlatváltozás
Amikor a tábort 1967-ben bezárták, az infrastruktúrát és a hulladékokat hátrahagyták, abban a hiszemben, hogy azok  örökre eltemetve lesznek az állandó hóesés miatt. Azonban egy 2016-os tanulmány megállapította, hogy a Camp Century-t fedő jégtakaró elkezdett olvadni, és az évszázad végére teljesen elolvad, ha a jelenlegi trendek folytatódnak. Amikor a jég olvad, a tábor infrastruktúrája a felszínre kerül, továbbá a hátrahagyott biológiai, kémiai és radioaktív hulladékok, amik újra a környezetbe kerülnek, és ez megzavarhatja a közeli ökoszisztémát.

## Bibliográfia
- (2008. szeptember 1.) „Aukstajā karā uzvarēja ledus” (lett nyelven), Riga, Latvia (34), 85. o, Kiadó: Bonnier Publications International A/S. ISSN 1691-256X.
- Grant, Shelagh. Polar Imperative: A History of Arctic Sovereignty in North America. Douglas & McIntyre (2010)
- Petersen, Nikolaj (2008. március 1.). „The Iceman That Never Came: 'Project Iceworm', the search for a NATO deterrent, and Denmark, 1960–1962”. Scandinavian Journal of History 33 (1).
- Suid, Lawrence H.. The Army's Nuclear Power Program: Evolution of a Support Agency. Greenwood Publishing Group (1990) Camp Century a PM-2A reaktor hatálya alá tartozó Suid "5. Fejezet: A Nukleáris Energia Teljes Virágzása", pp. 57-80.
- Weiss, Erik D. (2001. február 1.). „Cold War Under the Ice: The Army's Bid for a Long-Range Nuclear Role, 1959–1963”. Journal of Cold War Studies 3 (3), 31–58. o. DOI:10.1162/152039701750419501.
- Schrader, Christopher (2016. augusztus 10.). „Sauerei unter dem Eis. Ex-Militärbasis könnte Umweltkatastrophe auslösen.”. Süddeutsche Zeitung 2016 (184), 16. o. (online)

## Külső hivatkozások
- A Nagy Kép: Camp Century
- Camp Century, Grönland, Frank J. Leskovitz (beleértve jó képek, diagramok)
- Amerikai Katonai Építmény a Thule-n, Woods Hole Oceanográfiai Intézet
- Camp Century, thuleab.dk
- Atom betekintés, 1995 nov. Megjegyzések az amerikai hadsereg filmje kapcsán
- Gleccsertanulmányok a Camp Century közelében, Grönland
- Dokumentumfilm a YouTube-on